# Bagadoù Stourm
Bagadoù Stourm ('tropes de combat') fou el servei d'ordre del Partit Nacional Bretó, creat el 1941 i dirigit per Yann Goulet. La direcció del partit encarregà a Célestin Lainé i als seus oficials del Lu Brezhon la instrucció militar un cop al mes, als seus centre de Bretanya. L'entrenament impartit, però, era força militaritzat i despertà el recel de molts quadres del partit, i tant Goulet com Raymond Delaporte els desautoritzaren. El 1943 molts dels seus membres s'uniren a la Bezen Kadoudal, llevat d'un petit nucli que es passà a la Resistència, prengué el nom de Liberté ou timoléon i actuà a la regió de Saint-Nazaire (Loira Atlàntic). A finals d'aquell any es va integrar dins la Bezen Perrot.